# Philipp Zitzlsperger
Philipp Zitzlsperger (* 15. März 1965 in München) ist ein deutscher Kunsthistoriker, Bildwissenschaftler und Professor für Mittlere und Neuere Kunstgeschichte an der Universität Innsbruck.

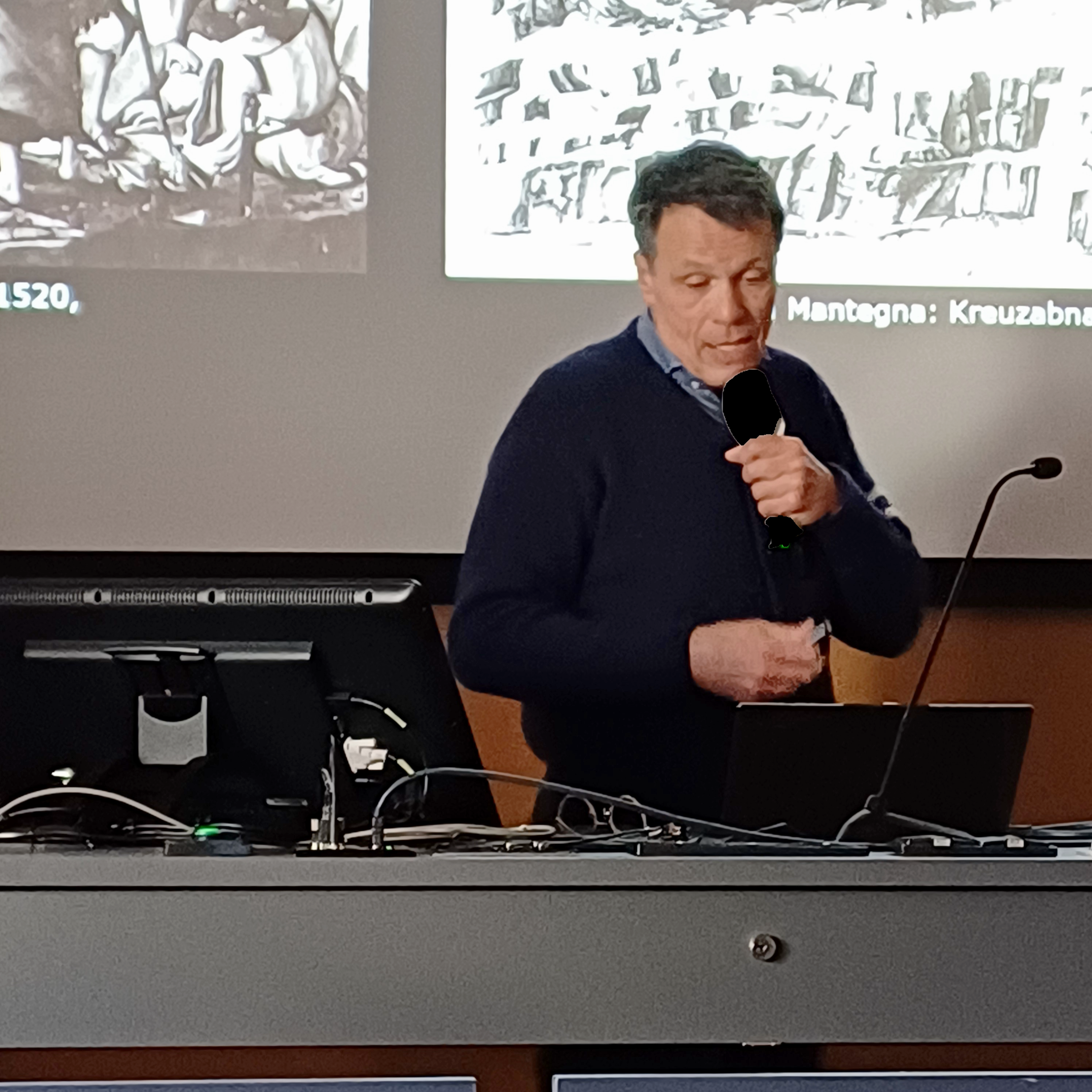
Philipp Zitzlsperger im Hörsaal an der Universität Innsbruck (2025)

## Leben
Philipp Zitzlsperger wurde am 15. März 1965 in München geboren. Nach dem Abitur am dortigen Klenze-Gymnasium leistete er Zivildienst und studierte anschließend klassische Percussion und Schlagzeug an der Schlagzeugschule Dante Agostini. Einige Jahre war er als Musiker tätig, bis er das Studium der Kunstgeschichte mit den Nebenfächern Archäologie und Neuere Geschichte an der Ludwigs-Maximilians-Universität München absolvierte.
Nach einem mehrjährigen Romaufenthalt, wo ihn seine Tätigkeiten und Studien unter anderem in die Bibliotheca Hertziana und in die Bibliotheca Vaticana führten, promovierte Zitzlsperger im Jahr 2000 über die barocken Papst- und Herrscherporträts des Gianlorenzo Bernini bei Bernhard Schütz in München. Die Dissertation wurde unter dem Titel „Gianlorenzo Bernini. Die Papst- und Herrscherporträts. Zum Verhältnis von Bildnis und Macht“ gedruckt. Von 2002 bis 2010 war er Wissenschaftlicher Mitarbeiter am Institut für Kunst- und Bildgeschichte der Humboldt-Universität zu Berlin. Zusammen mit Arne Karsten initiierte er das Forschungsprojekt über römische Sepulkralskulptur „Requiem – Die römischen Papst- und Kardinalsgrabmäler der Frühneuzeit“. Die Projektleiter des Kooperationsprojektes zwischen der Humboldt-Universität Berlin und der Universität Fribourg waren Horst Bredekamp und Volker Reinhardt.
2007 habilitierte sich Zitzlsperger an der Humboldt-Universität zu Berlin mit der Arbeit „Kleider sprechen Bände. Kostümkunde als Methode der Kunstgeschichte erläutert an Beispielen von Crivelli, Dürer, Giorgione, Tizian, Raffael und Bernini“, die er in verschiedenen Aufsätzen und v. a. unter dem Titel „Dürers Pelz und das Recht im Bild. Kleiderkunde als Methode der Kunstgeschichte“ veröffentlichte.
2010 trat Zitzlsperger die Professur für Kunst- und Designgeschichte am Fachbereich Design der Hochschule Fresenius in Berlin an. Dort war er auch Prodekan für Forschung und ab 2021 Dekan des Fachbereichs Design. 2022 erfolgte die Berufung auf die Professur für Mittlere und Neuere Kunstgeschichte an das Institut für Kunstgeschichte der Universität Innsbruck.

## Wissenschaftlicher Fokus
Philipp Zitzlsperger vertritt einen gattungsübergreifenden Kunst- und Bildbegriff. Dabei beschäftigt er sich mit gesellschaftlichen Symbolsystemen aller Kulturen (territorial, ethnisch, geschlechtlich, politisch). In seiner universitären Lehre und Forschung verfolgt er den bild- und sozialanthropologischen Ansatz, dass Visuelle Kulturen sprachlichen Strategien der Weltaneignung und damit Weltdeutung nicht immer nachgeordnet sind, sonder vor allem auch vorsprachliche Äußerungen sein können. Schwerpunkte in seiner Forschung und Lehre bilden die Kunstgeschichte des Mittelalters und der Frühneuzeit, die materielle Kultur der Frühaufklärung, insbesondere eine Vestimentäre Kunstgeschichte ("Kostümargument" der Bilder), sowie Rezeptions-, Projektionsgeschichte und sozialhistorische Relevanz der Kunst- und Bildgeschichte. Das von ihm mitinitiierte BMBF-Verbundprojekt zum Thema „Parvenue“ behandelte Karriereverläufe von Schnellaufsteigern im Kontext ihrer materiellen Kultur. Unter anderem beschäftigte sich Zitzlsperger mit der Pastellmalerin Rosalba Carriera. Er zeigte ihren Aufstieg im Wechselverhältnis von innovativer malerischer Leistung und der „dissimulatio“, der Kunst der Verstellung bei ihrer Lebensführung. Ein weiterer Schwerpunkt seiner Forschungen liegt in der Verbindung von Kunst und Ironie als höfischer Kulturtechnik der „dissimulatio“ (zum Beispiel im integrierten Selbstporträt). Der damit einhergehenden Ambiguität der Bildsemantik gilt auch Zitzlspergers erhöhte Aufmerksamkeit auf dem Gebiet der Genderforschung, insbesondere der androgynen Christusdarstellungen wie er sie in seinem Aufsatz über Leonardos Christus Salvator beschreibt. 
Als ein Manifest gegen die Hierarchie von „High und Low Art“ gilt sein Buch „Das Design-Dilemma zwischen Kunst und Problemlösung“ 2021 (Englische Übersetzung 2024). Es beschreibt den Wandel des Designs von einer Kunst- zu einer solutionistischen Problemlösungsdisziplin im Kräftefeld eines vermeintlichen „Auraverlust“, der Sinneshierarchien oder der Philosophie des amerikanischen Pragmatismus.

## Auszeichnungen
- Förderpreis der Ruth-Bleckwenn-Stiftung 2008
- Fellowship Klassik Stiftung Weimar 2013
- Förderpreis des Börsenvereins des Deutschen Buchhandels („Geisteswissenschaften International“) 2021, für die Übersetzung seines Buches „Das Design-Dilemma zwischen Kunst- und Problemlösung“, Berlin 2021, ins Englische.[10]

## Veröffentlichungen (Auswahl)

### Monographien
- Gianlorenzo Bernini. Die Papst- und Herrscherporträts. Zum Verhältnis von Bildnis und Macht. Hirmer, München 2002. ISBN 978-3-77749240-7
- Dürers Pelz und das Recht im Bild. Kleiderkunde als Methode der Kunstgeschichte. De Gruyter, Berlin 2008. ISBN 978-3-05004522-1
- Das Design-Dilemma zwischen Kunst und Problemlösung, Berlin 2021.
- Design’s Dilemma between Art and Problem-Solving, Basel – Berlin – Boston 2024.

### Herausgeberschaften
- mit Arne Karsten: Tod und Verklärung. Grabmalskulptur in der Frühen Neuzeit. Tagungsakten des interdisziplinären Forschungskolloquiums in Schloss Blankensee bei Berlin vom 12. bis 14. September 2002, Köln 2004.

- mit Horst Bredekamp und Volker Reinhardt: Totenkult und Wille zur Macht. Die unruhigen Ruhestätten der Päpste in St. Peter, Darmstadt 2004.

- mit Pablo Schneider: Tagebuch des Herrn von Chantelou über die Reise des Cavaliere Bernini nach Frankreich, Berlin 2006.

- Grabmal und Körper – Zwischen Repräsentation und Realpräsenz in der Frühen Neuzeit. Tagungsband. In: kunsttexte.de, 4 (2010).[11]

- mit Sabine de Günther: Signs and Symbols. Dress at the Intersection between Image and Realia, Berlin 2018.[12]

- mit Julia Trinkert: Parvenue – Bürgerlicher Aufstieg im Spiegel der Objektkultur im 18. Jahrhundert, Dresden 2023.[13]

### Beiträge in Sammelwerken und Zeitschriften
- Typologie des Papstporträts als Spiegel kurialer und europäischer Machtstrukturen. In: Daniel Büchel, Volker Reinhardt (Hg.): Die Kreise der Nepoten. Neue Forschungen zu alten und neuen Eliten Roms in der frühen Neuzeit, Bern 2001, S. 161–178.
- Der Papst und sein Kardinal oder: Staatsporträt und Krisenmanagement im barocken Rom. In: Zeitschrift für Kunstgeschichte, 64 (2001), S. 547–561.
- Deus dedit, Deus abstulit. Kardinal Ascanio Maria Sforza kämpft ums Überleben seiner Familie. In: Arne Karsten (Hg.): Die Jagd nach dem roten Hut, Göttingen 2004, S. 13–28.
- mit Andreas Gormans: Des Papstes neue Kleider. Das Grabmal Papst Pauls III. Farnese (1534–1549). In: Horst Bredekamp, Volker Reinhardt: Totenkult und Wille zur Macht. Die unruhigen Ruhestätten der Päpste in St. Peter, Darmstadt 2004, S. 85–98.
- Carlo Crivellis „Berliner Schlüsselübergabe“ und die Liturgie im Bild. In: Stefan Weppelmann (Hg.): Zeremoniell und Raum in der frühen italienischen Malerei (Studien zur internationalen Architektur- und Kunstgeschichte, 60), Berlin 2007, S. 82–91.
- Lemma zu „Huldigung“. In: Uwe Fleckner, Martin Warnke, Hendrik Ziegler (Hg.): Handbuch der Politischen Ikonographie, Bd. 1, München 2011, S. 513–519.
- Zur Wirklichkeit der Dinge im Bild. Frühneuzeitliche Differenzen zwischen Alltag und Darstellung. In: kritische berichte, 3 (2011), S. 17–28.[14]
- Trient und die Kraft der Bilder. Überlegungen zur virtus der Gnadenbilder. In: Peter Walter, Günther Wassilowsky (Hg.): Das Konzil von Trient und die katholische Konfessionskultur (1563–2013). (Reformationsgeschichtliche Studien und Texte, Bd. 163), Münster 2016, S. 335–372.
- Renaissance artists’ portraits and the moral judgement of taste. In: Journal of Art Historiography, 17 (2017).[15]
- Die Lettner in Wien und Straßburg. Über die Ambiguität des Kirchenraums und seiner Ausstattung. In: Marburger Jahrbuch für Kunstwissenschaft, 46 (2019), S. 49–72.[16]
- Lemma „Rüstung“. In: Compendium heroicum. Ronald G. Asch, Achim Aurnhammer, Georg Feitscher und Anna Schreurs-Morét (Hg.): Helden – Heroisierungen – Heroismen, Albert-Ludwigs-Universität-Freiburg, Freiburg 04.10.2021.[17]
- Interieurmalerei und die ‚Große Divergenz‘ von Design und Kunst. In: Irene Nierhaus und Kathrin Heinz (Hg.): Ästhetische Ordnungen und Politiken des Wohnens. Häusliches und Domestisches in der visuellen Moderne, Bielefeld 2023, S. 164–187.
- Zur Magie des Abdrucks. Eine Porträtgeschichte von Räumen und Menschen. In: von Draiflessen Collection: Räume hautnah, Mettingen 2024, S. 162–172.
- Bernhard Strigels Porträt der Bianca Maria Sforza. Kleidung und Schmuck im Zeitalter des ‚humanistischen Nationalismus‘. In: Florian Waldvogel (Hg.): Da beißt die Maus keinen Faden ab: Textile Kunstwerke (Ausst.Kat.), Innsbruck 2024
- Les bustes des „uomini illustri“ au XVIIe siècle et l’iconographie vestimentaire des papes et des cardinaux. In: Cécile Caby (Hg.): Église(s) et grands hommes, entre Renaissance et réformes. Rom 2024, S. 283–306.
- Der hl. Sebastian von Johann Georg Grasmair (1732). In: Matthias Egger, Florian Huber, Lukas Morscher (Hg.): Der Innsbrucker Dom zu Sankt Jakob, Innsbruck – Wien 2024, S. 79–86.
- Nachruf auf Jörg Trempler (1970–2024). In: kritische berichte, Bd. 53, Nr. 1 (2025), S. 77–80.[18]
- The Meaning of Leonardo’s Salvator Mundi. In: artibus et historiae, Bd. 90 (2024), S. 57–76.